# Polski Związek Żeglarski (1924)
Polski Związek Żeglarski – stowarzyszenie skupiające kluby żeglarskie, powołane do reprezentowania polskiego żeglarstwa na arenie międzynarodowej. Stowarzyszenie istniało w latach 1924–1951.

## Historia
PZŻ powołany został 11 maja 1924 roku w Tczewie, przez:
- Pierwszy Polski Klub Yachtowy w Gdańsku;
- Klub Żeglarski w Chojnicach;
- Sekcję Żeglarską Wojskowego Klubu Wioślarskiego w Warszawie;
- Sekcję Żeglarską Akademickiego Związku Sportowego w Warszawie.

Główną przyczyną utworzenia związku było to, że jego istnienie było warunkiem koniecznym do wystawienia reprezentacji Polski na igrzyska olimpijskie w Paryżu.
4 lutego 1951, w wyniku decyzji delegatów zrzeszeń sportowych na XXI Walne Zgromadzenie PZŻ, następuje likwidacja Polskiego Związku Żeglarskiego. Na jego miejsce utworzona zostaje Sekcja Żeglarstwa GKKF.

### Sejmiki
- I sejmik - 9 maja 1926
- II sejmik - 27 listopada 1926
- III sejmik - 1929

### Prezesi PZŻ
- 11 maja 1924 - Józef Klejnot-Turski
- 27 listopada 1926 - Ludwik Szwykowski
- kwiecień 1929 - Antoni Aleksandrowicz
- 21 lutego 1932 - Mariusz Zaruski
- 27 stycznia 1935 - Czesław Petelenz
- 11 kwietnia 1936 - Władysław Kiliński

II wojna światowa
- 23 lutego 1946 - Kazimierz Białkowski
- 4 sierpnia 1946 - Kazimierz Petrusewicz
- 7 marca 1949 - Witold Zakrzewski